# فیات ای.۵۰
فیات ای. ۵۰ (به انگلیسی: Fiat A.50) یک موتور هواگرد ساختِ کارخانهٔ فیات اتومبیلز در کشور ایتالیا است.